# Liste der Baudenkmäler in Coburg/Neuses

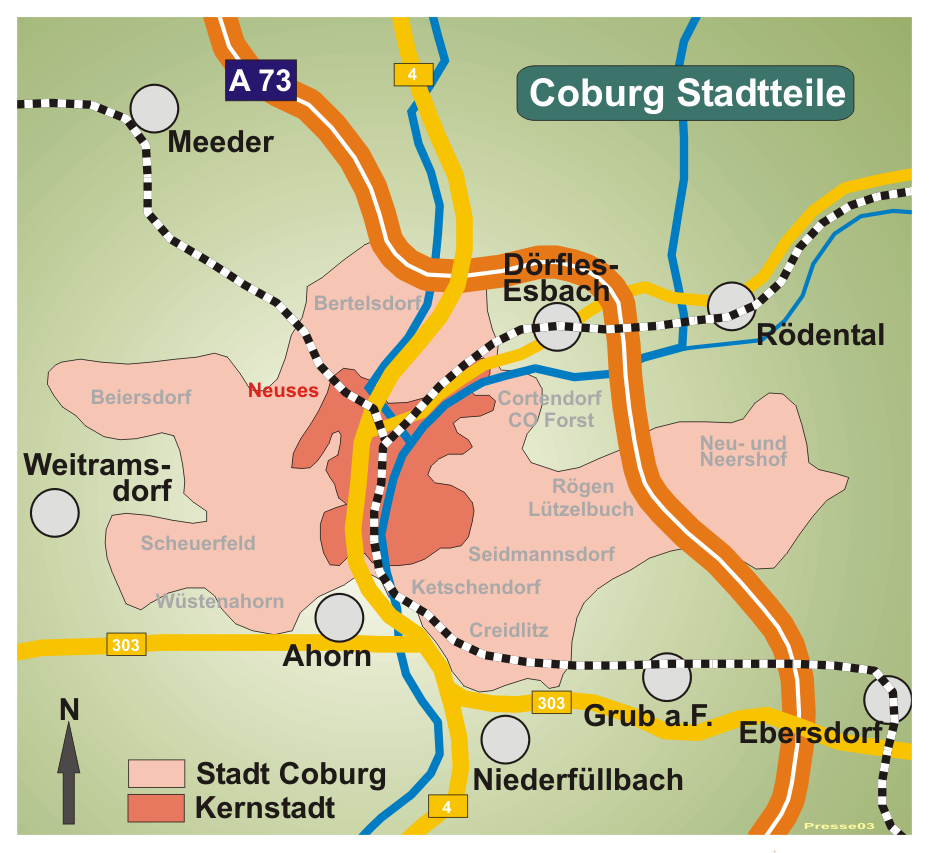
Coburg Stadtteil Neuses

Der Coburger Stadtteil Neuses liegt nordwestlich der Kernstadt.

## Neuses
| Adresse Bezeichnung Akten-Nr.                                                                          | Beschreibung | Foto          |
| --- | --- | ------------- |
| Auestraße 12 (Standort) Bauernhaus D-4-63-000-830                                                      | An der Einmündung des Sulzbaches in die Lauter steht eines der ältesten Bauernhäuser Coburgs. Um 1700 erbaut, vertritt es als zweigeschossiges Haus mit Satteldach den Typus des mittelgroßen Wohnstallhauses. Hinter der zur Hofeinfahrt gelegenen Wohnstube befindet sich der Stall, während sich die restlichen Wohnräume das Obergeschoss teilen. Die Scheune ist in gleicher Flucht rechts angebaut. Dass das Haus in ursprünglich freiliegender Fachwerkbauweise errichtet wurde, ist trotz der späteren Verputzung an den direkt unter der Traufe angelegten Fenstern gut zu erkennen. | zentriert=0.7 |
| Callenberger Straße 65 (Standort) Ehemaliges Gasthaus D-4-63-000-831                                   | Wahrscheinlich im 18. Jahrhundert entstand an der Westseite der Callenberger Straße das zweigeschossige traufständige Walmdachhaus mit fünf auf zwei Fensterachsen im Obergeschoss und drei auf zwei Achsen im Erdgeschoss und mittigem Eingang auf der längeren Hausseite. Die Befensterung der Schmalseite und die Asymmetrie der Traufseite deuten auf einen größeren Eckraum hin, der zu der früheren Nutzung des Hauses als Gaststätte passt. Dass zumindest das Obergeschoss des verputzten Hauses aus Fachwerk besteht, zeigen die Anordnung der Fenster nahe der Traufkante und der hohe Brüstungsabstand zum Erdgeschoss. | zentriert=0.7 |
| Callenberger Straße 69 (Standort) Wohnhaus D-4-63-000-832                                              | Der Architekt Ferdinand Meyer baute 1905 das Satteldachhaus mit Ziergiebeln und Eckturm für sich selbst als Wohnhaus in den Formen eines reduzierten Historismus. Das traufständige, durch verschiedenartige Baukörper und die Kombination von Massiv- und Fachwerkbau in seiner Geschosszahl nicht eindeutig festlegbare Haus weist eine kürzere Trauf- und eine längere Giebelseite mit weit herunter gezogenem Dach auf. Die Fassade an der Straßenseite gliedert sich in drei verschiedene Bauteile: Links befindet sich ein zweigeschossiger Eckturm mit Kegelhelm, rechts ein Risalit mit geschwungenem neubarocken Giebel und einem vorgesetzten fünfachsigen Flacherker. Zwischen diesen beiden Bauteilen ist ein eingeschossiger Abschnitt mit Kniestock, Fußwalm und Schleppgaube eingefügt. Erker und Turm werden durch romanisierende Dreiviertelsäulen mit schildförmigen Basen und Kapitellen geteilt. Die südliche Giebelseite ist zweigeschossig ähnlich der Traufseite, jedoch mit einem Fachwerkanbau mit Pultdach zwischen Turm und erkerlosem Risalit gestaltet. Der Hauseingang ist als flacher Fachwerkrisalit mit Ziegel und Filialgiebel der Nordseite vorgesetzt. Die Gartenseite weist einen zweiachsigen Mittelrisaliten auf. | zentriert=0.7 |
| Callenberger Straße 70 (Standort) Wohnhaus D-4-63-000-833                                              | An der Kreuzung der Callenberger mit der Rodacher Straße und der Falkeneggstraße baute Carl Grams 1892 aus Ziegel und Sandstein ein eingeschossiges Wohnhaus für sich selbst unmittelbar an den rückwärtig vorbeifließenden Sulzbach. Während die Hausseite zum Bach hin sehr schlicht gehalten ist, wirkt das Haus zu den Straßen hin mit einem schräg gestellten Eckturm und den Halbwalmdächern über dem ausgebauten Dachgeschoss malerisch. Die Seiten sind durch Risalite hervorgehoben, der Turm mit einem hohen Spitzhelm und einem Doppelfenster mit Segmentbogen versehen, das sich im Kastenerker des rechten Risalits wiederholt. Zwischen den Risaliten und dem Eckturm befinden sich als besonderer Akzent spitzgieblige Zerchgauben. Zwei ähnliche schmücken den an der Südseite vorgesetzten Garagenbau mit Wintergarten. | zentriert=0.7 |
| Falkeneggstraße 10 (Standort) Schloss Falkenegg D-4-63-000-599                                         | Das Schloss Falkenegg entstand 1863–1867 durch Carl Friedrich Wilhelm Streib als Kompositbau um einen älteren Turm aus dem Jahr 1848 im Stil des Historismus mit romanisierenden und gotisierenden Elementen. Im älteren Park des Schlosses befinden sich die Grablegen von Moritz von Thümmel, Prinz Christian Franz von Sachsen-Coburg-Saalfeld und Adrienne Elisabeth Gräfin zu Corneillan. | zentriert=0.7 |
| Falkeneggstraße 12 (Standort) Gesindehaus, Schloss Falkenegg D-4-63-000-834                            | Das Gesindehaus des Schlosses entstand 1848 als zweigeschossiges Fachwerkhaus mit Krüppelwalmdach durch Wilhelm Streib im spätklassizistischen Stil. Es wurde 1891 durch Carl Grams erweitert. | zentriert=0.7 |
| Falkeneggstraße 12 a (Standort) Maschinenhaus, Schloss Falkenegg D-4-63-000-958                        | 1894 entstand unterhalb des Gesindehauses ein Maschinenhaus in Ziegel und Fachwerk mit zwei rechtwinklig angesetzten Nebengebäuden und einem doppelten Walmdach. Das Maschinenhaus wurde 1911 vergrößert. | zentriert=0.7 |
| Friedrich-Rückert-Straße 1 (Standort) Ehemaliges Gasthaus D-4-63-000-835                               | Ferdinand Meyer baute 1911 dem 1867 als „Wohnhaus mit Gastgerechtigkeit zur goldenen Krone, Hofrecht und Mistplatz, Viehstall, Stadel mit Schweinestall und Würzgarten“ beschriebenen Haus einen in Fachwerk errichteten, zweigeschossigen Saalbau und einen eingeschossigen mit flachem Walmdach an. Das Hauptgebäude als zweigeschossiger Halbwalmdachbau mit sieben zu fünf Achsen dominiert das Ensemble an der Einmündung der Friedrich-Rückert- in die Rodacher Straße. Die verkehrsgünstige Lage sowie die freie Hoffläche zur Rodacher Straße und die Größe des Gasthauses weisen auf die ursprüngliche Bedeutung als Herberge hin. Der Gasthof wurde bis Mitte der 1960er Jahre betrieben. Nach etwa drei Jahrzehnten Leerstand übernahm der Tanz Sport Club Schwarz Gelb Coburg das Anwesen und ließ es grundlegend restaurieren. | zentriert=0.7 |
| Friedrich-Rückert-Straße 2 (Standort) Wohn- und Geschäftshaus D-4-63-000-600                           | Um 1800 wurde das palaisartige klassizistische Mansardwalmdachhaus mit einer dreigeteilten Fassade errichtet. Der zweigeschossige Bau mit sieben auf drei Fensterachsen wird zur Friedrich-Rückert-Straße hin von einem mit Dreiecksgiebel mit Okulus besetzten flachen Mittelrisaliten betont, in dem sich der Hauseingang, flankiert von zwei Fenstern mit Segmentbögen, befindet. Über der Tür ist eine Tafel mit Festonumrahmung und der Inschrift „Friede. Hoffnung. Freude.“ angebracht. Eckbänderungen fassen die Fassade ein. Sechs Hausgauben mit Dreiecksgiebeln schmücken das Mansarddach. Die Schaufenster beiderseits des Mittelrisalits stammen aus neuerer Zeit. | zentriert=0.7 |
| Friedrich-Rückert-Straße 5 (Standort) Wohnhaus D-4-63-000-836                                          | Der zweigeschossige Satteldachbau entstand um 1700 als später teilverputzte Fachwerkkonstruktion mit einem massiven Erdgeschoss. Das traufständige Haus wird 1867 als „Pfarrhaus No. III mit Baumgarten vor dem Haus, Stadel mit Viehstall und Schweinestalle, Holzhaus, Hofrecht und Mistplatz; Gras- und Gemüsegarten hinterm Haus; liegt zwischen der Dorfstraße und dem Lauterfluß“ beschrieben. Der Pfarrer bewohnte das Haus bis zum Ende des 19. Jahrhunderts. | zentriert=0.7 |
| Friedrich-Rückert-Straße 6 (Standort) Wohnstallhaus D-4-63-000-837                                     | Das katenähnliche eingeschossige Fachwerkhaus stammt aus dem 18. Jahrhundert und erscheint in authentischem Erhaltungszustand. Es handelt sich um ein nahe der Lauter stehendes Wohnstallhaus, dessen hohes Satteldach auf eine frühere Lagernutzung hinweist. Es wurde auf der Giebelseite in neuerer Zeit zu Wohnzwecken ausgebaut. Die Fachwerkstruktur zeigt ein streng orthogonales Raster mit wenigen Schräghölzern. An der Rückseite des Hauses war ursprünglich eine Scheuer im Winkel angefügt, die durch einen modernen Bau ersetzt wurde. | zentriert=0.7 |
| Friedrich-Rückert-Straße 7 (Standort) Wohnstallhaus D-4-63-000-838                                     | Das älteste in Neuses erhaltene Haus stammt aus dem Jahr 1585. Der zweigeschossige giebelständige Satteldachbau in später verputztem Fachwerk trägt einen hohen Dachstuhl, der auf eine frühere Lagernutzung deutet. Die Teilung in straßenseitiger Wohnstube und anschließendem ehemaligen Stall, bei dem das Quadermauerwerk offen liegt, ist charakteristisch für die Entstehungszeit, ebenso die beiden Dachgeschossfenster an der Giebelseite. 1867 wird das Anwesen als „Wohnhaus No. IV mit Hofrecht und Mistplatz, ausgebauter Vieh- und Schweinestall, Holzboden darüber, Wurzgärtlein. Grasgarten“ beschrieben. | zentriert=0.7 |
| Friedrich-Rückert-Straße 8 (Standort) Ehemalige Mühle D-4-63-000-839                                   | Dem Mittelmüller Georg Andreas Theodor Müller, es gab in Neuses früher eine Ober- und eine Untermühle, gewährte man 1774 für den Neubau seiner Mühle eine sechsjährige Steuerbefreiung. 1867 wurde sie beschrieben als „amerikanische Kunstmühle mit 4 Mahl- und Spitzgang; Gypsmühle mit Lagerplatz, Blumengarten vor dem Haus, Stadel mit Pferdestall, Viehstall, Schweinestall, Hofrecht und Mistplatz, Waschhaus und Grasgarten“. 1902 etablierte sich in dem großen Anwesen an der Einmündung der Goldbergstraße in die Friedrich-Rückert-Straße die Erste Thüringer Waschmaschinen-Fabrik. In den 1960er bis 1970er Jahren befanden sich in dem Anwesen eine Parfümzerstäuberfabrik und die Neuseser Poststelle. Der mehrmals umgebaute Komplex setzt sich aus drei Bauten zusammen. Rechts über der Lauter steht die 1902 aufgestockte Mühle, links eine traufständige, von der Straße leicht zurückgesetzte Scheune aus dem 19. Jahrhundert und das von Ferdinand Meyer 1910 errichtete, beide Bauten verbindende Torhaus. Den zweigeschossigen Torbau mit rustiziertem Erdgeschoss und einem verschieferten Wohnobergeschoss prägt ein polygonaler Eckerker auf Säulenfuß. Die stichbogige Einfahrt flankieren ebensolche Durchgänge. Die Scheune mit hohem Satteldach ist als Fachwerkkonstruktion mit Schräghölzern und verbreitertem Giebel ausgeführt. Dahinter verlängert nach links ein dreigeschossiger Flügel, dessen Fachwerk im zweiten Obergeschoss freiliegt, den Mühlenbau. | zentriert=0.7 |
| Friedrich-Rückert-Straße 11–13 (Standort) Ehemaliger Gutshof D-4-63-000-601                            | 1867 wurde Friedrich Rückerts Anwesen als „Wohnhaus No VII, ehemaliges Castrum. echt, Hühnerhof; Blumengärtchen vor dem Haus, Baumschule, Stadel mit Holzhaus, Stallgebäude, Stadel, Gemüsegarten, Baumgarten, Parkanlage hinterm Haus, Wiese daran, die Gartenwiese gen., Waßergraben, Wiese, die Gartenwiese genannt“ beschrieben. Er hatte es zunächst als Refugium, später als Alterswohnsitz 1838 von seiner Schwiegermutter Luise Fischer erhalten. Ein Jahr zuvor hatte Rückert in dem kanzleilehenbaren Gut, das 1818 im Besitz des Rats- und Leibmedicus Fischer war, das erhaltene Dichterzimmer eingerichtet. Das Rückerthaus, bis heute in Familienbesitz, blieb in zahlreichen seiner Ausstattungsdetails erhalten, war jedoch als nicht mehr dauerhaft bewohnbares Gebäude in seiner baulichen Substanz bis zur Restaurierung 1997 gefährdet. | zentriert=0.7 |
| Friedrich-Rückert-Straße 15 (Standort) Ehemalige Dorfschule D-4-63-000-602                             | Die ehemalige Dorfschule entstand 1785/86 als zweigeschossiges Kirchenhaus am Südrand des Kirchhofes. Der Kern der Bausubstanz ist aber älter. Das Schulhaus ist ähnlich gestaltet wie die mittel großen Bauernhäusern im Coburger Umland. Es besitzt ein giebelständiges Satteldach, das von einem verschieferten Fachwerkobergeschoss getragen wird. Das Obergeschoss mit seinen sechs zu drei Achsen kragt über die Erdgeschossfassade aus Sandsteinquadern. In der Südseite wird das Dach von einer zweiachsigen Walmgaube durchdrungen. Die Westseite besitzt den Eingang und Doppelfenster im Giebel. | zentriert=0.7 |
| Friedrich-Rückert-Straße 17 (Standort) Evangelisch-lutherische Pfarrkirche St. Matthäus D-4-63-000-603 | Die evangelisch-lutherische Pfarrkirche St. Matthäus besitzt einen im Kern mittelalterlichen Chorturm. Das Kirchenschiff wurde 1785 im Rahmen einer Erweiterung zu einer dreiachsigen Saalkirche mit einer Flachdecke und zweigeschossigen Empore umgestaltet. Im benachbarten Friedhof befindet sich Friedrich Rückerts Grabstein. | zentriert=0.7 |
| Friedrich-Rückert-Straße 17 (Standort) Leichenhalle D-4-63-000-603                                     | Die viersäulige Laube mit Pyramidendach steht in der Ecke des Friedhofs der Pfarrkirche St. Matthäus. Sie diente als Leichenhalle und schützte früher die Gruft der Familie Ehrlicher. Heute stehen unter ihr mehrere abgewitterte, barocke Grabmäler aus dem 17. Jahrhundert. | zentriert=0.7 |
| Friedrich-Rückert-Straße 23 (Standort) Mehrfamilienwohnhaus D-4-63-000-841                             | Das eingeschossige Gebäude ist der linke Seitenflügel eines zusammen mit Haus Nr. 25 dreiteiligen Mehrfamilien-Doppelwohnhauses aus dem frühen 19. Jahrhundert, welches über zwei ursprünglich getrennte Grundstücke errichtet wurde. Es ist durch ein zu Wohnzwecken ausgebautes Mansardwalmdach mit einer mittleren zweiachsigen Zwerchgaube und beidseitigen Schleppgauben gekennzeichnet. Im Erdgeschoss ist ein eigener Eingang mit Treppe und Ladeneinbau vorhanden. Den unteren Abschluss bildet ein Quadersockel. | zentriert=0.7 |
| Friedrich-Rückert-Straße 25 (Standort) Mehrfamilienwohnhaus D-4-63-000-841                             | Das Haus Nr. 25 besteht aus dem rechten Seitenflügel und dem Mittelteil des zusammen mit Haus Nr. 23 dreiteiligen Mehrfamilien-Doppelwohnhauses aus dem frühen 19. Jahrhundert. Der mittlere Teil ist als flacher, vierachsiger und zweigeschossiger Risalit mit Satteldach gestaltet und weist den Hauseingang auf. Der rechte Seitenflügel ist ähnlich wie Haus Nr. 23 ausgebildet, allerdings mit sieben Fensterachsen und ohne Eingangstür. | zentriert=0.7 |
| Friedrich-Rückert-Straße 45 (Standort) Evangelisch-lutherisches Pfarrhaus D-4-63-000-842               | Das zweigeschossige Pfarrhaus wurde um 1895 errichtet. Die Ziegelfassade mit Sandsteingliederungen steht auf einem Quadersockel und wird durch ein umlaufendes Sandsteinband in Höhe der Fensterbänke des Obergeschosses gegliedert. Den oberen Abschluss des Traufseithauses bildet ein Satteldach. Die Straßenfront wird geprägt durch einen mittigen Eingangsrisalit, der oben eine Giebelspitze mit kleinem Schwebegebinde Laubsägearbeiten besitzt. Im Erdgeschoss sind die Fenster und Türe durch Sandstein gerahmt und weisen oben einen Entlastungsbogen aus Ziegel mit Keilstein und Anfänger (Kämpfer) aus Sandstein auf. Im Obergeschoss sind die Bögen über den Fenstern mit Kämpfer und Keilstein und die Fensterbänke aus Sandstein. | zentriert=0.7 |
| Friedrich-Rückert-Straße 47 (Standort) Schulhaus D-4-63-000-843                                        | Im Jahre 1902 ließen die Gemeinden Neuses und Bertelsdorf das zweigeschossige Schulhaus im historisierenden Stil nach Plänen von Eduard Grams errichten. Die Fassade aus Ziegel mit Sandsteingliederungen steht auf einem Quadersockel und wird oben von einem Walmdach abgeschlossen. Die Fenster sind segmentbogig mit Keil- und Schulterstein aus Sandstein ausgebildet, die Hauskanten durch Sandsteinläufer betont. Die zweiachsige Straßenfront besitzt links einen einachsigen Risalit mit Treppengiebel und rechts im Dachbereich eine Schopfwalmgaube. Auf der rechten Hausseite steht zurückgesetzt ein zweiachsiger Treppenturm, dessen Zugangstür ein hohes Oberlicht aufweist. | zentriert=0.7 |
| Friedrich-Rückert-Straße 53 (Standort) Ehemaliges Gasthaus D-4-63-000-844                              | In der ersten Hälfte des 19. Jahrhunderts wurde das Gebäude eingeschossig zur Nutzung als Gasthaus an einer Straßenkreuzung errichtet. Im Jahre 1925 folgte eine Aufstockung. Die Straßenfassade ist im Erdgeschoss durch aufgeputzte, gebänderte Pilaster und gefelderte Brüstungen strukturiert. Weitere Gestaltungselemente sind auf der linken Seite der risalitartig vorspringende Eingang und mittig der dreiseitige Erker. Den oberen Abschluss bildet ein Walmdach, dessen Traufe auf einem auskragenden Balkenkopffries ruht und das von einem zweiachsigen Zwerchhaus mit Satteldach in der Straßenfront sowie Zwerchgauben auf den Schmalseiten durchdrungen wird. | zentriert=0.7 |
| Friedrich-Rückert-Straße 84 (Standort) Umspannwerk D-4-63-000-1297                                     | Das Umspannwerk wurde 1954 nach Entwürfen der Bayernwerk AG München errichtet. Es besteht unter anderem aus drei denkmalgeschützten Gebäuden. Dies sind das Schalthaus, ein zweigeschossiger Winkelbau aus Stahlbeton mit flachem, vorkragenden Walmdach und technischer Ausstattung sowie das Werkstatt- und Lagergebäude, ein lang gestreckter, eingeschossiger und verputzter Massivbau mit flachem Walmdach und fünf Garagen. Außerdem gehören ein Dienstwohngebäude an Friedrich-Rückert-Straße dazu, ein zweigeschossiger, verputzter Walmdachbau mit einer Einfriedung, einem Pfeilerpaar und Zementguss mit Randscharrierung. | zentriert=0.7 |
| Glender Straße 1 (Standort) Wohnhaus D-4-63-000-845                                                    | Im Jahre 1930 wurde das mehrfach gestaffelte Wohnhaus nach Plänen des Architekten Franz Obenauf errichtet. Das Kellergeschoss des zweigeschossigen Gebäudes sitzt nur halb unter der Erdoberfläche, wodurch das Erdgeschoss als Hochparterre ausgebildet ist. Vier umlaufende Ziegelgesimse gliedern die verputzte Fassade in horizontaler Richtung, die oben durch ein stark auskragendes Walmdach abgeschlossen wird. Den Zugang zum Hauseingang bildet eine dreiseitige vierstufige Ziegeltreppe. Über der Haustür, die beidseitig von Ziegelspornen und kleinen Fenstern eingerahmt wird, ist ein dreieckiges, dreifach gestuftes Flachdach vorhanden. Auf der linken Seite steht in einem Gebäuderücksprung ein eingeschossiger Kastenerker mit Flachdach. | zentriert=0.7 |
| Glender Straße 2 (Standort) Villa D-4-63-000-846                                                       | Die späthistoristische Villa wurde 1902 errichtet. Das Wohnhaus hat ein Sockelgeschoss auf dem das hochgesetzte Erdgeschoss steht. Beide Etagen besitzen eine Fassade aus Ziegel mit Sandsteingliederungen. Im Obergeschoss ist hinter einer Eternitverkleidung eine Fachwerkkonstruktion vorhanden. Die Straßenfront ist links durch einen Eckrisalit mit einem dreiseitigen, zweigeschossigen Sandsteinerker und einem Filialgiebelaufbau gekennzeichnet. Auf der rechten Seite ist im Erdgeschoss ein kreuzförmig unterteiltes Fenster vorhanden. Links befindet sich der Eingang mit einem Treppenturm. An der nordöstlichen Hausseite steht ein Eckerker aus Sandstein, der von einer halben welschen Haube abgeschlossen wird. | zentriert=0.7 |
| Goldberg 1 (Standort) Gartenhaus von Friedrich Rückert D-4-63-000-604                                  | Im Jahre 1846 gab Friedrich Rückert den Bau des Gartenhauses auf dem Goldberg in Auftrag. Es diente in seinen letzten Lebensjahren als Refugium. Das Gebäude befindet sich in einem kleinen Park, ungefähr ein Kilometer nördlich von Rückerts Wohnhaus. Es wird von Neuses aus durch eine Kastanienallee erschlossen. Das zweigeschossige Haus steht auf einem Quadersockel und besitzt im Erdgeschoss eine sichtbare Fachwerkfassade, die im Obergeschoss verbrettert ist. Der südlichen Giebelseite ist eine Terrasse vorgesetzt, die von einer dreibogigen hölzernen Altane überspannt und oben von einem Satteldach abgeschlossen wird. Der Haupteingang liegt auf der gegenüberliegenden Nordseite. | zentriert=0.7 |
| Rodacher Straße (Standort) Grünanlage mit Kriegerdenkmal D-4-63-000-606                                | In einer Grünanlage steht das Ehrenmal der Gemeinde Neuses für die 1914 bis 1918 gefallenen Soldaten aus dem Ort. Es entstand 1921 und besteht aus einem Inschriftpfeiler mit einer Urne als oberen Abschluss. Die Hauptseite besitzt ein Relief mit einem betenden Soldaten und umgekehrten Fackeln als Symbol des verlöschten Lebens. Später folgte eine Erweiterung der Anlage mit einer Gedenkplatte und Steinkreuzen für die 1939 bis 1945 Gefallenen. Davor steht seitlich ein klassizistisch als Pfeiler mit Giebelflächen gestaltetes Brunnenhaus mit der Bezeichnung 1813. | zentriert=0.7 |